# Música pop
A música pop (em inglês:  pop music; um termo que deriva da abreviação de "popular") é um gênero da música popular que se originou durante a década de 1950 nos Estados Unidos e Reino Unido.
A música pop é eclética, e muitas vezes incorpora elementos de outros estilos, como o urban, dance, rock, música latina, soul e country. No entanto, existem elementos principais que definem a música pop: as canções do gênero são geralmente de duração média-curta, escritas em um formato básico (muitas vezes a estrutura verso-refrão), empregam refrães e batidas repetidas, ganchos, são super produzidas, as letras abordam temas universais, como amor - nada específico demais para atingir um maior número de pessoas -, o que torna a música pop facilmente atraente a qualquer ouvinte, por isto é o gênero musical mais comercial.

## Definições
Os escritores David Hatch e Stephen Millward definem a música pop como "um conjunto musical que é distinguível da música popular, folclórica e do jazz". Embora seja normalmente vista como orientada às tabelas de sucessos, não abrange todas as listas de canções mais vendidas, que sempre tiveram obras de diversas origens como a clássica, o jazz, o rock e faixas humorísticas, ao passo que é um gênero notado como separadamente contínuo e em desenvolvimento. Assim, a "música pop" pode ser usada para descrever um gênero distinto, visado a um público jovem e caracterizado como uma versão mais leve do rock and roll.

## Origem do termo música pop
O termo "canção de pop" tem registro de uso do ano de 1926, no sentido de uma obra musical "com um apelo popular". Hatch e Millward indicam que muitos eventos na história da música nos anos de 1920 podem ser vistos como o nascimento da moderna indústria de música pop, incluindo na country, no blues e na old-time music.
De acordo com o Grove Music Online, o termo "música pop" "foi criado no Reino Unido em meados dos anos de 1950 como uma descrição para o rock and roll e os novos estilos musicais juvenis que influenciou...". O The Oxford Dictionary of Music afirma que ao passo que o pop "tinha um significado inicial de concertos recorrentes a uma ampla audiência (...) desde o final daquela década, entretanto, o gênero tinha uma conotação especial de música não-clássica, geralmente na forma de canções, interpretadas por artistas como The Beatles, Rolling Stones, ABBA, etc.". A fonte também declara que "(...) no início dos anos de 1960, [o termo] 'música pop' competiu de forma terminológica com a beat [na Inglaterra], enquanto que nos Estados Unidos sua cobertura sobrepôs-se com a do rock and roll". O Chamber's Dictionary menciona o uso contemporâneo da expressão "pop art", da mesma forma que o Grove Music Online declara que "a música pop (...) parece ter sido uma continuação dos termos da pop art e da cultura pop, inventados um pouco antes e referenciando-se a uma completa cadeira de novos produtos de meios de cultura geralmente americana".
A partir de 1967, o termo foi crescentemente usado em oposição ao do rock, uma divisão que gerou um significado geral às duas expressões. Enquanto o rock desejava a autenticidade e uma expansão das possibilidades da música popular, o pop era mais comercial, efêmero e acessível. De acordo com o sociomusicologista Simon Frith, a música pop é produzida "como uma questão de empreendimento, não de arte", é "desenvolvida para agradar a todos" e "não vem de um lugar específico nem delimita a um gosto particular". Não "é direcionada a um desejo significativo, mas sim o de lucro e de recompensa comercial. (...) e, em termos musicais, é basicamente conservador" e "é fabricada por um grupo financeiro (gravadoras, programadores de rádios e patrocinadores de eventos) ao invés de uma elaboração de baixo custo. (...) O pop não é um gênero independente, mas sim profissionalmente produzido e distribuído".

## Influências e desenvolvimento da músicapop
Durante seu desenvolvimento, a música pop foi influenciada pela maioria dos outros gêneros populares. O seu início foi caracterizado pela forma da balada sentimental, obtendo o uso de harmonias vocais evangélicas, do soul, do jazz, da country, do rock, a orquestração clássica e o andamento de dança musical, sendo sustentada pela música eletrônica e por elementos rítmicos do historial do texas e recentemente apropriou-se de passagens faladas do rap.
O gênero também fez uso de inovações tecnológicas. Nos anos de 1940, o design do microfone aperfeiçoado permitiu um estilo de canto mais pessoal e uma ou duas décadas depois, gravações de 45 rotações por minuto mais baratas e duráveis para canções lançadas como singles "revolucionaram a maneira na qual a pop foi disseminada" e auxiliou a inserir músicas de pop em sistemas de fonografia, rádio e filmes. Outra mudança tecnológica foi a larga disponibilidade da televisão nos anos de 1950: com apresentações televisionadas, "estrelas de pop tinham de ter uma presença visual e marcante". Nos anos de 1960, a iniciação de rádios portáteis e baratos fez com que adolescentes pudessem ouvir música fora de casa. A gravação multicanal (da década de 1960) e a extração da melodia de outras músicas (da de 1980) foram também utilizadas como métodos para a criação e a elaboração da música pop. No início dos anos de 1980, sua divulgação foi altamente afetada pela ascensão de canais televisivos musicais como a MTV, que "favoreceu aqueles artistas como Michael Jackson e Madonna que possuíam grande apelo visual".
A música pop foi dominada pelas indústrias musicais americanas (a partir de meados dos anos de 1950) e britânicas, cuja influência fez dela algo de uma monocultura internacional, mas a maioria de regiões e nações têm a sua própria forma do gênero, às vezes produzindo versões locais de tendências mais amplas e dando a elas características das suas terras de origem. Algumas destas tendências (por exemplo, o subgênero europop) tiveram um impacto significante para o desenvolvimento da pop.
De acordo com o Grove Music Online, "estilos de pop derivados do Ocidente, se coexistem com ou marginalizam distintamente gêneros locais, têm espalhado-se por todo o mundo e vieram a formar denominações de estilo comuns nas culturas musicais a nível do comércio global". Algumas culturas orientais como a japonesa e a coreana criaram uma indústria de música pop próspera, da qual grande parte é devota à ocidental, e produziram uma quantidade de música maior do que em qualquer lugar, exceto nos Estados Unidos. A expansão do estilo de pop ocidental foi interpretada variadamente como representante de processos de americanização, homogeneização, modernização, apropriação criativa, imperialismo cultural e ou um método mais geral de globalização.

## Características
Musicologistas geralmente identificam as características seguintes como normais ao gênero de música pop:
- Um objetivo de atração a um público geral ao invés de a uma subcultura específica ou uma ideologia;[7]
- Uma ênfase no artesanato em vez das qualidades "artísticas" padronizadas;[7]
- Uma ênfase na gravação, na produção e na tecnologia em vez de apresentações ao vivo;[14]
- Uma tendência de refletir tendências atuais a desenvolvimentos contínuos;[14]
- Muito da música pop é feito em função de dançar ou usa batidas e ritmos destinados à dança.[14]

O ponto principal da música pop é a canção, normalmente entre dois ou três minutos e meio de duração e marcada por um elemento rítmico consistente e perceptível, por um estilo dominante e por uma estrutura tradicional simples. Variantes comuns incluem a forma verso-e-refrão e a de versos curtos, que focam nas melodias e batidas cativantes, com um refrão que contrasta-se melódica, rítmica e harmonicamente em relação ao verso. A produção e as melodias tendem a ser simples, com um acompanhamento harmônico limitado. As letras das canções de pop modernas tipicamente focalizam-se em assuntos comuns — comumente o amor e relacionamentos afetivos —, embora haja exceções notáveis.
A harmonia na música pop geralmente é "como a da tonalidade europeia clássica, só um pouco mais simples". Clichês incluem a harmonia a capela (isto é, o movimento de uma harmonia secundária a uma dominante e consequentemente a uma tônica) e à escala pentatônica influenciada pelo blues. "A inserção de paradigmas de círculos de quintas decaiu desde meados dos anos de 1950. As linguagens harmônicas do rock e do soul distanciaram-se da influência abrangente da função dominante. (...) Há outras tendências (talvez ainda identificáveis pelo uso do violão como um instrumento de composição) — harmonias de ponto pedal, movimento firme por construção diatônica, organização harmônica de modo e melódica — que fogem da tonalidade prática e chegam a um sentido de tom menos direto, mas sim de mais livre flutuação".